# Estland op het Eurovisiesongfestival 2019

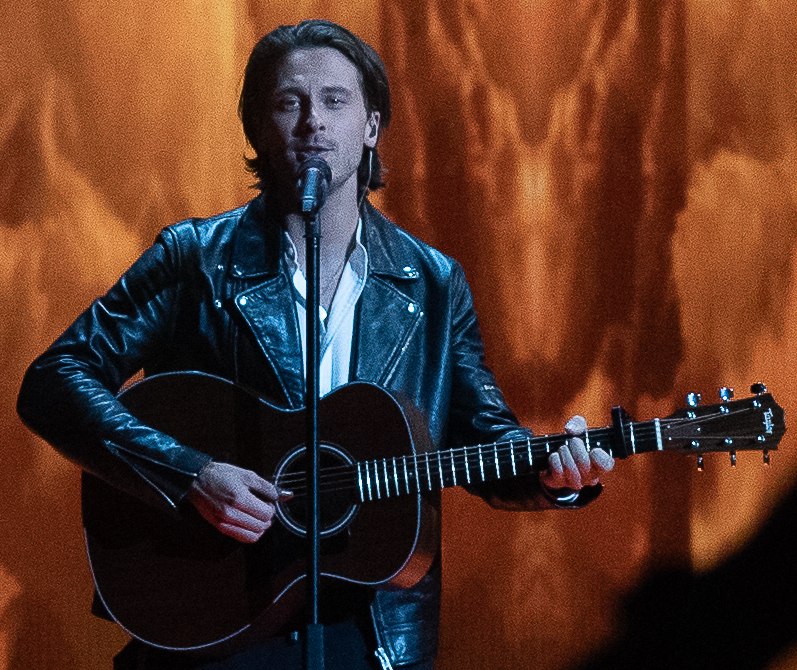
Victor Crone in Tel Aviv

Estland nam deel aan het Eurovisiesongfestival 2019. Het was de 25e deelname van Estland aan het Eurovisiesongfestival. De Estische publieke omroep ERR was verantwoordelijk voor de bijdrage. Via de nationale finale Eesti Laul was Victor Crone afgevaardigd naar Tel Aviv. In de finale werd hij uiteindelijk twintigste met zijn liedje Storm.

## Eesti Laul
De inzending werd gekozen door de nationale finale Eesti Laul. De halve finales waren op 31 januari en 2 februari. In elke halve finale traden twaalf artiesten aan. De eerste ronde werd gestemd door jury- en televoting. De top-4 ging door naar de finale. In de tweede ronde werd er alleen door de televoters gestemd. De twee besten uit de 2de ronde gingen ook door naar de finale.

### Eerste halve finale
In de eerste halve finale deden drie Eurovisiebekenden mee. Tanja had Estland eerder vertegenwoordigd op het Eurovisiesongfestival in 2014. Ze raakte niet door de halve finale. Dit jaar deed ze mee met Birgit, die Estland het jaar daarvoor vertegenwoordigde. Ze kwam door de finale en haalde een 20ste plaats. Een andere bekende was Sandra Nurmsalu. Zij was leadzangeres van de groep Urban Symphony, die Estland vertegenwoordigde in 2009. Ze werden er zesde.
Stig Rästa schreef mee aan de inzending van Victor Crone. Rästa zong samen met Elina Born Estland naar de finale van 2015, waar ze zevende werden.
| Halve finale 1 - 31 januari 2019 | Halve finale 1 - 31 januari 2019 | Halve finale 1 - 31 januari 2019  | Halve finale 1 - 31 januari 2019 | Halve finale 1 - 31 januari 2019 | Halve finale 1 - 31 januari 2019 | Halve finale 1 - 31 januari 2019 | Halve finale 1 - 31 januari 2019 | Halve finale 1 - 31 januari 2019 | Halve finale 1 - 31 januari 2019 | Halve finale 1 - 31 januari 2019 |
| Volgorde                         | Artiest                          | Liedje                            | Eerste ronde                     | Eerste ronde                     | Eerste ronde                     | Eerste ronde                     | Eerste ronde                     | Eerste ronde                     | Tweede ronde                     | Tweede ronde                     |
| Volgorde                         | Artiest                          | Liedje                            | Jury                             | Jury                             | Televote                         | Televote                         | Totaal                           | Plaats                           | Stemmen                          | Plaats                           |
| -------------------------------- | -------------------------------- | --------------------------------- | -------------------------------- | -------------------------------- | -------------------------------- | -------------------------------- | -------------------------------- | -------------------------------- | -------------------------------- | -------------------------------- |
| 1                                | The Swingers, Tanja & Birgit     | "High Heels in the Neighbourhood" | 45                               | 6                                | 2088                             | 7                                | 13                               | 4                                | —                                | —                                |
| 2                                | Marko Kaar                       | "Smile"                           | 5                                | 0                                | 439                              | 0                                | 0                                | 12                               | 252                              | 8                                |
| 3                                | xtra basic & Emily J             | "Hold Me Close"                   | 25                               | 1                                | 1802                             | 6                                | 7                                | 8                                | 1202                             | 2                                |
| 4                                | Johanna Eendra                   | "Miks sa teed nii?"               | 34                               | 2                                | 796                              | 2                                | 4                                | 10                               | 494                              | 6                                |
| 5                                | Stefan                           | "Without You"                     | 86                               | 12                               | 2668                             | 8                                | 20                               | 2                                | —                                | —                                |
| 6                                | Sandra Nurmsalu                  | "Soovide puu"                     | 37                               | 4                                | 1677                             | 5                                | 9                                | 5                                | 1736                             | 1                                |
| 7                                | Jennifer Cohen                   | "Little Baby El"                  | 42                               | 5                                | 1083                             | 3                                | 8                                | 6                                | 1102                             | 3                                |
| 8                                | Sofia Rubina-Hunter              | "Deep Water"                      | 48                               | 7                                | 747                              | 1                                | 8                                | 7                                | 1073                             | 4                                |
| 9                                | Öed                              | "Öhuloss"                         | 36                               | 3                                | 1219                             | 4                                | 7                                | 9                                | 854                              | 5                                |
| 10                               | Victor Crone                     | "Storm"                           | 82                               | 10                               | 6346                             | 12                               | 22                               | 1                                | —                                | —                                |
| 11                               | Ranele                           | "Supernova"                       | 8                                | 0                                | 666                              | 0                                | 0                                | 11                               | 325                              | 7                                |
| 12                               | Inger                            | "Coming Home"                     | 74                               | 8                                | 3841                             | 10                               | 18                               | 3                                | —                                | —                                |

### Tweede halve finale
| Halve finale 2 - 2 februari 2019 | Halve finale 2 - 2 februari 2019 | Halve finale 2 - 2 februari 2019 | Halve finale 2 - 2 februari 2019 | Halve finale 2 - 2 februari 2019 | Halve finale 2 - 2 februari 2019 | Halve finale 2 - 2 februari 2019 | Halve finale 2 - 2 februari 2019 | Halve finale 2 - 2 februari 2019 | Halve finale 2 - 2 februari 2019 | Halve finale 2 - 2 februari 2019 |
| Volgorde                         | Artiest                          | Liedje                           | Eerste ronde                     | Eerste ronde                     | Eerste ronde                     | Eerste ronde                     | Eerste ronde                     | Eerste ronde                     | Tweede ronde                     | Tweede ronde                     |
| Volgorde                         | Artiest                          | Liedje                           | Jury                             | Jury                             | Televote                         | Televote                         | Totaal                           | Plaats                           | Stemmen                          | Plaats                           |
| -------------------------------- | -------------------------------- | -------------------------------- | -------------------------------- | -------------------------------- | -------------------------------- | -------------------------------- | -------------------------------- | -------------------------------- | -------------------------------- | -------------------------------- |
| 1                                | Sünne Valtri                     | "I'll Do It My Way"              | 28                               | 1                                | 2729                             | 8                                | 9                                | 7                                | 2828                             | 1                                |
| 2                                | Iseloomad                        | "Kaks miinust"                   | 38                               | 5                                | 762                              | 0                                | 5                                | 10                               | 394                              | 8                                |
| 3                                | Lumevärv feat. INGA              | "Milline päev"                   | 58                               | 8                                | 1386                             | 3                                | 11                               | 5                                | 2284                             | 2                                |
| 4                                | Sissi                            | "Strong"                         | 55                               | 7                                | 2557                             | 6                                | 13                               | 4                                | —                                | —                                |
| 5                                | Cätlin Mägi & Jaan Pehk          | "Parmumäng"                      | 37                               | 4                                | 1240                             | 2                                | 6                                | 9                                | 778                              | 6                                |
| 6                                | Kadiah                           | "Believe"                        | 49                               | 6                                | 2663                             | 7                                | 13                               | 3                                | —                                | —                                |
| 7                                | Kaia Tamm                        | "Wo sind die Katzen?"            | 20                               | 0                                | 1112                             | 1                                | 1                                | 12                               | 1023                             | 5                                |
| 8                                | Kerli Kivilaan                   | "Cold Love"                      | 75                               | 12                               | 1488                             | 5                                | 17                               | 2                                | —                                | —                                |
| 9                                | Grete Paia                       | "Kui isegi kaotan"               | 22                               | 0                                | 2752                             | 10                               | 10                               | 6                                | 1230                             | 4                                |
| 10                               | Lacy Jay                         | "Halleluja"                      | 35                               | 2                                | 1467                             | 4                                | 6                                | 8                                | 2009                             | 3                                |
| 11                               | Around the Sun                   | "Follow Me Back"                 | 36                               | 3                                | 842                              | 0                                | 3                                | 11                               | 629                              | 7                                |
| 12                               | Uku Suviste                      | "Pretty Little Liar"             | 71                               | 10                               | 4635                             | 12                               | 22                               | 1                                | —                                | —                                |

### Finale
| Finale – 16 februari 2019 | Finale – 16 februari 2019    | Finale – 16 februari 2019         | Finale – 16 februari 2019 | Finale – 16 februari 2019 | Finale – 16 februari 2019 | Finale – 16 februari 2019 | Finale – 16 februari 2019 | Finale – 16 februari 2019 | Finale – 16 februari 2019 |
| Volgorde                  | Artiest                      | Liedje                            | Jury                      | Jury                      | Televote                  | Televote                  | Totaal                    | Plaats                    |                           |
| ------------------------- | ---------------------------- | --------------------------------- | ------------------------- | ------------------------- | ------------------------- | ------------------------- | ------------------------- | ------------------------- | ------------------------- |
| 1                         | Sissi                        | "Strong"                          | 46                        | 8                         | 2990                      | 6                         | 14                        | 4                         |                           |
| 2                         | Lumevärv ft. Inga            | "Milline päev"                    | 46                        | 10                        | 2188                      | 2                         | 12                        | 5                         |                           |
| 3                         | Victor Crone                 | "Storm"                           | 25                        | 2                         | 15513                     | 12                        | 14                        | 3                         |                           |
| 4                         | Kerli Kivilaan               | "Cold Love"                       | 43                        | 7                         | 1481                      | 0                         | 7                         | 9                         |                           |
| 5                         | xtra basic & Emily J         | "Hold Me Close"                   | 21                        | 0                         | 1440                      | 0                         | 0                         | 12                        |                           |
| 6                         | Kadiah                       | "Believe"                         | 25                        | 3                         | 2287                      | 3                         | 6                         | 10                        |                           |
| 7                         | Synne Valtri                 | "I'll Do It My Way"               | 4                         | 0                         | 2323                      | 4                         | 4                         | 11                        |                           |
| 8                         | Stefan                       | "Without You"                     | 70                        | 12                        | 6132                      | 7                         | 19                        | 1                         |                           |
| 9                         | The Swingers, Tanja & Birgit | "High Heels in the Neighbourhood" | 26                        | 4                         | 2737                      | 5                         | 9                         | 7                         |                           |
| 10                        | Uku Suviste                  | "Pretty Little Liar"              | 36                        | 5                         | 8987                      | 10                        | 15                        | 2                         |                           |
| 11                        | Inger                        | "Coming Home"                     | 24                        | 1                         | 6904                      | 8                         | 9                         | 6                         |                           |
| 12                        | Sandra Nurmsalu              | "Soovide puu"                     | 40                        | 6                         | 1914                      | 1                         | 7                         | 8                         |                           |

| 1  | "Strong"                          | 3  | 10 | 8  | 6  | 6  | 10 | 3  | 46 | 8  |
| 2  | "Milline päev"                    | 4  | 12 |    | 8  | 10 | 4  | 8  | 46 | 10 |
| 3  | "Storm"                           | 5  | 4  | 2  | 3  | 2  | 3  | 6  | 25 | 2  |
| 4  | "Cold Love"                       | 1  | 7  | 5  | 10 | 7  | 6  | 7  | 43 | 7  |
| 5  | "Hold Me Close"                   |    | 6  | 4  | 4  | 4  | 1  | 2  | 21 | 0  |
| 6  | "Believe"                         | 6  | 3  | 6  |    | 3  | 7  |    | 25 | 3  |
| 7  | "I'll Do It My Way"               | 2  |    |    |    |    | 2  |    | 4  | 0  |
| 8  | "Without You"                     | 7  | 8  | 7  | 12 | 12 | 12 | 12 | 70 | 12 |
| 9  | "High Heels in the Neighbourhood" | 10 |    | 1  | 1  | 8  | 5  | 1  | 26 | 4  |
| 10 | "Pretty Little Liar"              | 12 | 1  | 3  | 7  | 1  | 8  | 4  | 36 | 5  |
| 11 | "Coming Home"                     |    | 5  | 12 | 2  |    |    | 5  | 24 | 1  |
| 12 | "Soovide puu"                     | 8  | 2  | 10 | 5  | 5  |    | 10 | 40 | 6  |

| 1 | Victor Crone | "Storm"              | 23270 (46%) | 1 |
| 2 | Stefan       | "Without You"        | 12380 (24%) | 3 |
| 3 | Uku Suviste  | "Pretty Little Liar" | 15498 (30%) | 2 |

De Zweedse Victor Crone won Eesti Laul met zijn liedje Storm en mocht Estland vertegenwoordigen op het Eurovisiesongfestival 2019. De bookmakers voorspelden een finaleplaats, ergens in de middenmoot.

## In Tel Aviv
Victor Crone trad aan in de eerste halve finale. Tijdens zijn optreden, ging er van alles mis, verkeerde camerashot's en onzuivere zang. Het was dan ook onzeker of Estland de finale zou halen. Hij trad ook nog eens op na de optredens van Australië en IJsland, echte 'knallers'. Hij trad op als veertiende, voor Portugal. Crone werd in de halve finale vierde, dat was ruim genoeg om door te gaan. In de finale trad hij als achttiende op, weer na IJsland en voor Wit-Rusland. Hij ontving 76 punten.
Albanië · Armenië · Australië · Azerbeidzjan · België · Cyprus · Denemarken · Duitsland · Estland · Finland · Frankrijk · Georgië · Griekenland · Hongarije · Ierland · IJsland · Israël · Italië · Kroatië · Letland · Litouwen · Malta · Moldavië · Montenegro · Nederland · Noord-Macedonië · Noorwegen · Oostenrijk · Polen · Portugal · Roemenië · Rusland · San Marino · Servië · Slovenië · Spanje · Tsjechië · Verenigd Koninkrijk · Wit-Rusland · Zweden · Zwitserland
1956 · 1957 · 1958 · 1959 · 1960 · 1961 · 1962 · 1963 · 1964 · 1965 · 1966 · 1967 · 1968 · 1969 · 1970 · 1971 · 1972 · 1973 · 1974 · 1975 · 1976 · 1977 · 1978 · 1979 · 1980 · 1981 · 1982 · 1983 · 1984 · 1985 · 1986 · 1987 · 1988 · 1989 · 1990 · 1991 · 1992 · 1993 · 1994 · 1995 · 1996 · 1997 · 1998 · 1999 · 2000 · 2001 · 2002 · 2003 · 2004 · 2005 · 2006 · 2007 · 2008 · 2009 · 2010 · 2011 · 2012 · 2013 · 2014 · 2015 · 2016 · 2017 · 2018 · 2019 · 2020 · 2021 · 2022 · 2023 · 2024 · 2025
Zie ook: Junior Eurovisiesongfestival · Eurovision Choir · Eurovisiedansfestival · Eurovision Young Musicians · Eurovision Young Dancers